# Ḕ̱
Ḕ̱ (minuscule : ḕ̱), appelé E macron accent grave macron souscrit, est une lettre latine utilisée dans l’écriture du kiowa.
Il s’agit de la lettre E diacritée d’un macron, d’un accent grave et d’un macron souscrit.

## Représentations informatiques
Le E macron accent grave macron souscrit peut être représenté avec les caractères Unicode suivants : 
- composé et normalisé NFC (latin étendu additionnel, diacritiques) :

| formes    | représentations | chaînes de caractères | points de code       | descriptions                                                              |
| --------- | --------------- | --------------------- | -------------------- | ------------------------------------------------------------------------- |
| capitale  | Ḕ̱               | Ḕ◌̱                    | U+1E14 U+0331 U+0300 | lettre majuscule latine e macron accent grave diacritique macron souscrit |
| minuscule | ḕ̱               | ḕ◌̱                    | U+0101 U+0331 U+0300 | lettre minuscule latine e macron accent grave diacritique macron souscrit |

- décomposé et normalisé NFD (latin de base, diacritiques) :

| formes    | représentations | chaînes de caractères | points de code              | descriptions                                                                                      |
| --------- | --------------- | --------------------- | --------------------------- | ------------------------------------------------------------------------------------------------- |
| capitale  | Ḕ̱               | E◌̱◌̄◌̀                  | U+0045 U+0331 U+0304 U+0300 | lettre majuscule latine e diacritique macron souscrit diacritique macron diacritique accent grave |
| minuscule | ḕ̱               | a◌̱◌̄◌̀                  | U+0065 U+0331 U+0304 U+0300 | lettre minuscule latine e diacritique macron souscrit diacritique macron diacritique accent grave |